# Malice (film, 1993)
Pour les articles homonymes, voir Malice.
Pour plus de détails, voir Fiche technique et Distribution.
Malice est un film américano-canadien réalisé par Harold Becker, sorti en 1993.

## Synopsis
Andy et Tracy forment un couple qui fonctionne parfaitement bien, ils ont tout pour être heureux. Seule ombre au tableau, un assassin violeur terrorise la ville où ils habitent. 
Souffrant de violentes douleurs, Tracy doit être opérée et le couple fait appel à leur voisin, Jed Hill, chirurgien surdoué.
L'intervention est compliquée et Andy accepte que sa femme soit rendue stérile pour qu'elle puisse vivre. Mais dès sa sortie Tracy rend son mari et Jed responsables et attaque l'hôpital. C'est le début d'un engrenage infernal.

## Fiche technique
- Titre : Malice
- Titre alternatif : Fausse piste
- Réalisation : Harold Becker
- Scénario : Aaron Sorkin et Scott Frank
- Production : Harold Becker, Charles Mulvehill, Rachel Pfeffer, Michael Hirsh, Patrick Loubert et Peter Brown
- Sociétés de production : Castle Rock Entertainment, Columbia Pictures, Nelvana et New Line Cinema
- Musique : Jerry Goldsmith
- Photographie : Gordon Willis
- Montage : David Bretherton
- Décors : Philip Harrison
- Costumes : Michael Kaplan
- Pays d'origine :  Canada /  États-Unis
- Format : Couleurs - 1,85:1 - Dolby Surround - 35 mm
- Genre : Thriller
- Durée : 107 minutes
- Dates de sortie : 
  - États-Unis : 29 septembre 1993 (en avant-première) ; 1er octobre 1993 (sortie nationale)
  - France : 11 mai 1994

## Distribution
- Alec Baldwin (VF : Bernard Lanneau ; VQ : Marc Bellier) : le Dr Jed Hill
- Nicole Kidman (VF : Virginie Ledieu ; VQ : Anne Bédard) : Tracy Kennsinger
- Bill Pullman (VF : Yves Beneyton ; VQ : Bernard Fortin) : Andy Safian
- Bebe Neuwirth (VQ : Anne Caron) : la détective Dana Harris
- George C. Scott (VF : Jean Berger) : le Dr Martin Kessler
- Anne Bancroft (VF : Paule Emanuele ; VQ : Élizabeth Chouvalidzé) : Mme Kennsinger
- Peter Gallagher (VF : Éric Legrand ; VQ : Luis de Cespedes) : Dennis Riley
- Josef Sommer (VF : Jean-François Calvé) : Lester Adams
- Tobin Bell (VF : Gilbert Levy) : Earl Leemus
- William Duff-Griffin (VF : Claude Nicot) : le Dr George Sullivan
- Debrah Farentino (VF : Juliette Degenne ; VQ : Élise Bertrand) : l'infirmière Tanya
- Gwyneth Paltrow (VF : Virginie Ogouz ; VQ : Natalie Hamel-Roy) : Paula Bell
- David Bowe : le Dr Matthew Robertson
- Diana Bellamy : Mme Worthington
- Michael Hatt : le jeune voisin
- Brenda Strong : Claudia

## Autour du film
- Le tournage s'est déroulé entre octobre et novembre 1992 à Amherst, Boston, Holyoke et Northampton, dans l'État du Massachusetts.
- À noter, l'apparition d'Ann Cusack, la sœur du comédien John Cusack, dans le rôle d'une serveuse.
- Malice est un remake du téléfilm américain The Operation, réalisé par Thomas J. Wright en 1990.
- Le premier titre initialement retenu était Damages.
- Ce film a été réédité en DVD récemment sous le titre Fausse piste.

## Bande originale
La musique est composée et dirigée par Jerry Goldsmith.

## Récompenses et distinctions
- Prix du meilleur réalisateur et Prix du public, lors du Festival du film policier de Cognac en 1994.